# Asrai
Asrai ist eine 1985 gegründete vierköpfige niederländische Rockband.
Die Interpreten bewegen sich musikalisch auf der Grenze zwischen Alternative Rock und Alternative Metal, mit elektronischen Einflüssen.

## Geschichte
Die Ursprünge der Gruppe reichen bis ins Jahr 1980 zurück. Nach mehreren Demos veröffentlichten sie 1997 ihr Debüt-Album As Voices Speak. Einige Line-Up-Wechsel folgten und 2004 erschien das zweite Album Touch in the Dark, welches nicht nur in den meisten europäischen Staaten, sondern auch in Asien und Nord- und Südamerika veröffentlicht wurde. 2007 folgte der dritte Longplayer Pearls in Dirt.

## Diskografie
Alben
- 1997: As Voices Speak
- 2004: Touch in the Dark
- 2007: Pearls in Dirt